# VLM航空斯洛文尼亞

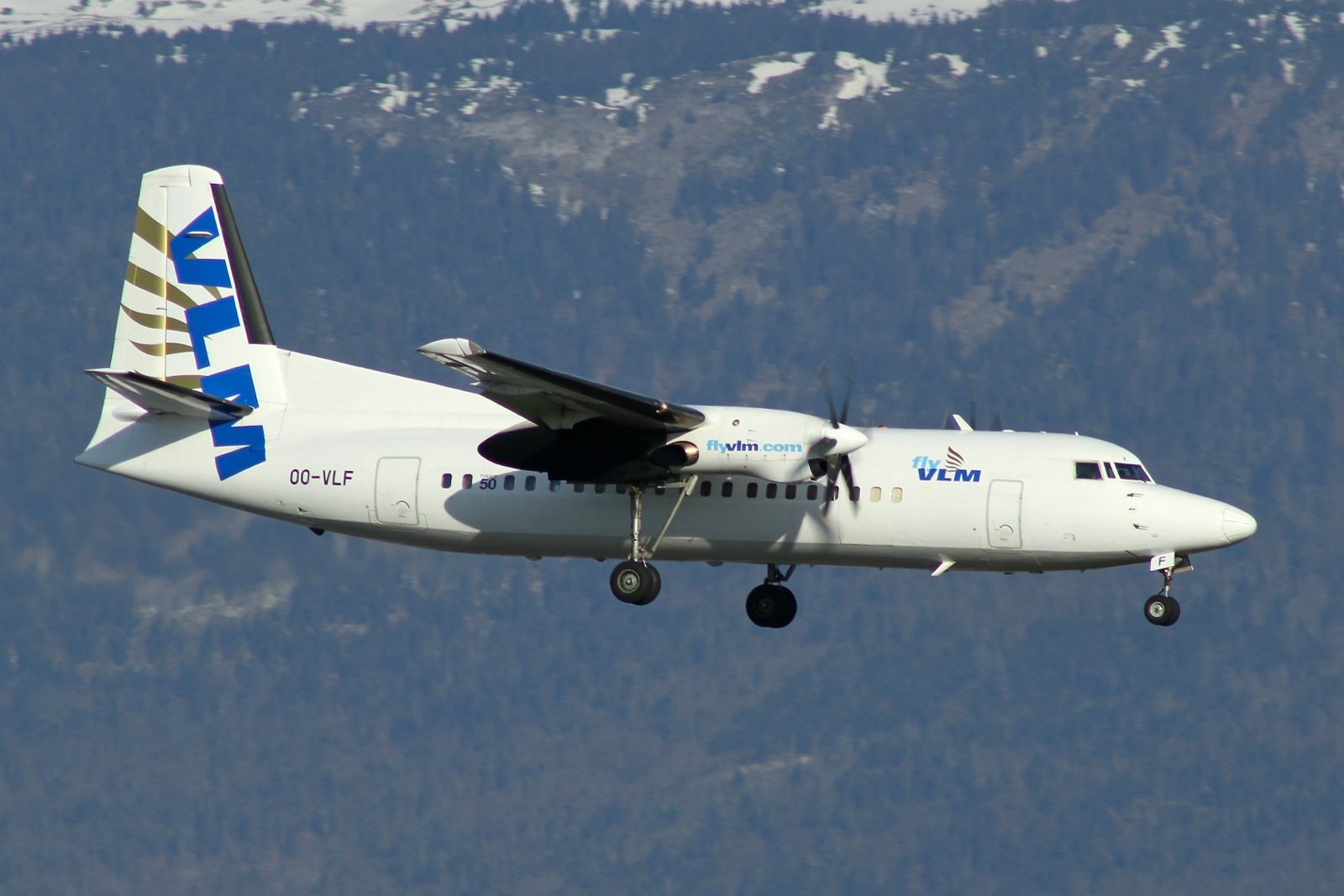
VLM航空的福克50

VLM航空斯洛文尼亞（英語：VLM Airlines Slovenia）是一家以馬里伯爾愛德華·盧希揚機場為基地，已結業的斯洛文尼亞航空公司，是SHS航空斯洛文尼亞的子公司。

## 歷史
VLM航空斯洛文尼亞在2017年5月14日取得空運營運許可，隨後開辦前往貝爾格萊德和蘇黎世航班，及季節性航班往杜布羅夫尼克和斯普利特。隨著姊妹公司VLM航空在2018年8月結業後，VLM航空斯洛文尼亞也在不久後結束營運。

## 機隊
截至2018年8月，VLM航空斯洛文尼亞機隊如下：
| 機型   | 服役中 | 訂購中 | 載客量 | 備註 |
| ------ | ------ | ------ | ------ | ---- |
| 福克50 | 3      | —      | 50     |      |
| 總計   | 3      | —      |        |      |

## 參看
- VLM航空